# Kostel svatého Simeona Stylity
Kostel svatého Simeona Stylity je zřícenina starobylého chrámu a klášterního areálu z 5. století, vybudovaného na místě sloupu sv. Simeona Stylity staršího, proslulého askety. Nachází se asi 30 km severozápadně od Aleppa v Sýrii. Jedná se o jeden z nejstarších částečně dochovaných klášterů.

## Dějiny
Když asketa Simeon v roce 459 zemřel, vypukl mezi Antiochií a Konstantinopolí boj o vlastnictví jeho ostatků. Nakonec bylo rozhodnuto ve prospěch Antiochie, kam byly Simeonovy ostatky velkolepým procesím převezeny. Jeho hrob se stal hlavním poutním místem.
Několik desetiletí po smrti svatého Simeona byl na místě, kde stál jeho sloup, vybudován velký klášterní kostel na ploše více než 5000 metrů čtverečních. Skládal se ze čtyř bazilik, které vycházely ze stran centrálního osmiúhelníku. Osmiboké křížení bylo zaklenuto kupolí; pod jejím středem stál Simeonův sloup. Kostel byl středobodem zděného klášterního komplexu, který zahrnoval také dva menší kostely a ubytovny poutníků.
Areál byl poškozen během islámské expanze a bojů o vládu nad Sýrií mezi Byzantinci a Araby. Byzantinci klášter opevnili, ale dobyl ho emír z Aleppa Sa'd al-Dawla, který ho používal jako pevnost. To nezabránilo věřícím, aby pokračovali v poutích za sv. Simeonem.

Další poškození způsobila občanská válka v Sýrii. 28. května 2015 kostel dobyly kurdské milice YPG/YPJ, pak protiassadovská opozice. V květnu 2016 klášter bombardovalo ruské letectvo, přičemž zničilo zbytky sloupu sv. Simeona a další objekty. 8. února 2020 okupovala kopec poblíž ruin turecká armáda.

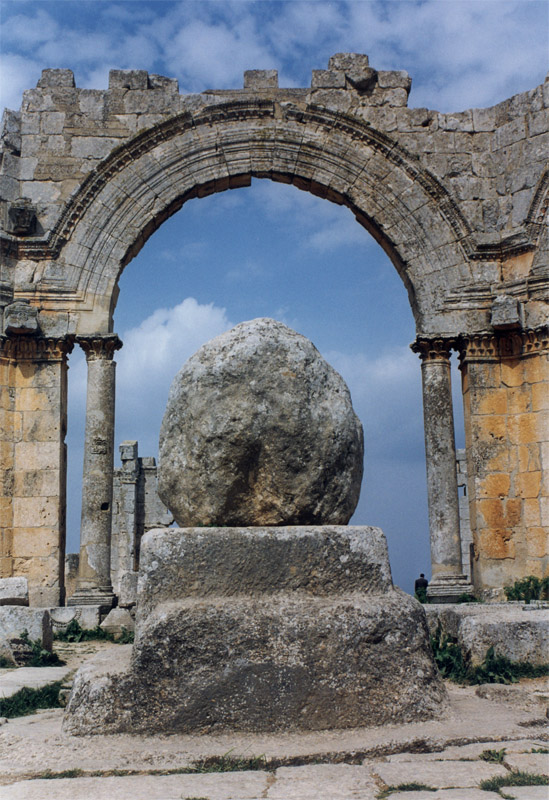
Pozůstatky Simeonova sloupu v roce 2000, před ruskými nálety roku 2016.

Až donedávna tu stály pozůstatky sloupu svatého Simeona, přestože byly zmenšeny na blok vysoký jen několik metrů následkem činnosti poutníků, kteří si brali malé části sloupu jako relikvie; podstatné části sloupové šachty byly patrné naposledy v 17. století; kopule nad sloupem zřejmě přežila až do 19. století.
V červnu 2011 byl kostel a okolní budovy Organizací UNESCO zařazen na seznam světového dědictví jako součást památky Zaniklá sídla v severní Syrii.

## Architektura

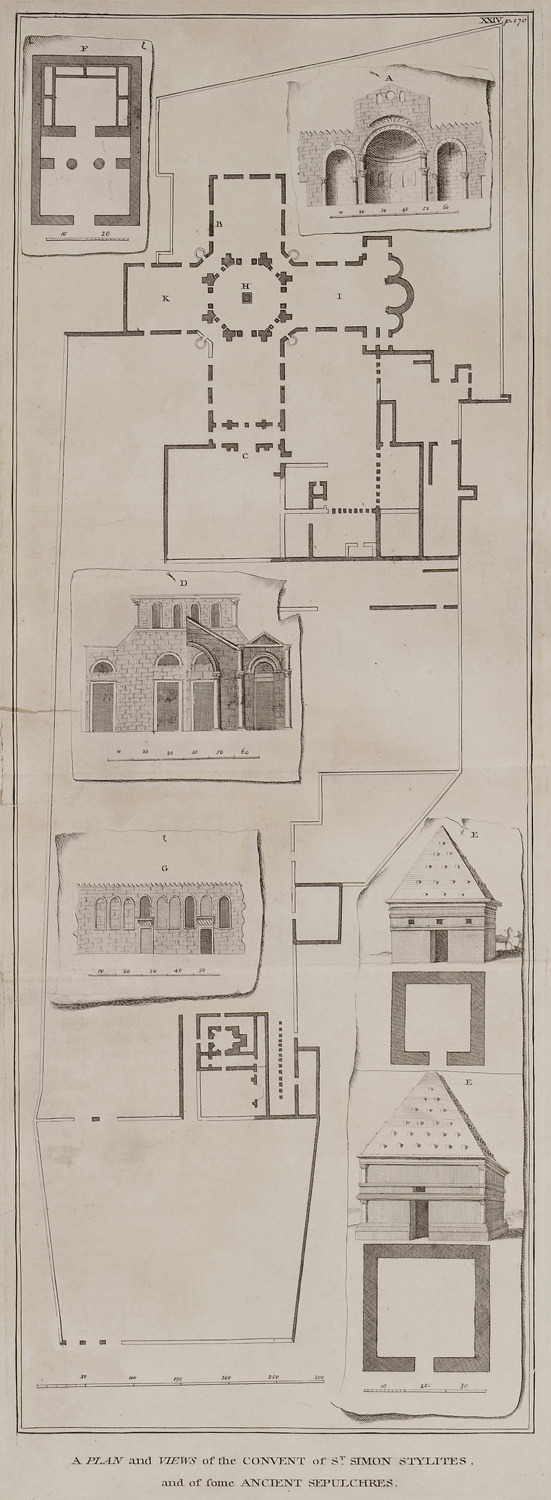
Plán a pohledy na klášter a na některé starověké hrobky, Richard Pococke, 1745

Na rozdíl od mnoha katedrál, které byly postaveny ve středověké Evropě, se myšlenka kostela svatého Simeona zrodila a realizovala jako jeden projekt během krátké doby. Byl navržen na křížovém půdorysu tvořeném čtyřmi odlišnými bazilikálními komplexy. Velký počet poutníků, kteří se scházeli u sloupu svatého Simeona, aby se modlili, si v roce 473 vyžádal stavbu kostela.
Ambiciózní plán vykazuje stopy různých škol architektury. Základní koncept trojlodní baziliky lze vysledovat k Římanů. Uvádí se, že hlavní bazilika a baptisterium byly postaveny jako první. Pak následoval klášter a křtitelnice. Nakonec ostatní části komplexu včetně kolosálního oblouku na Via Sacra na cestě ke katedrále na hoře. Kromě toho je tu řada menších budov včetně pohřební kaple.
Východní bazilika je podstatně větší než ostatní baziliky. Sloužila zřejmě pro pořádání nejdůležitějších obřadů.
Proti jižní bazilice u posvátné cesty zvané Via Sacra, se nachází pozoruhodné baptisterium, postavené ve dvou fázích krátce po vybudování hlavního kostela.

## Galerie

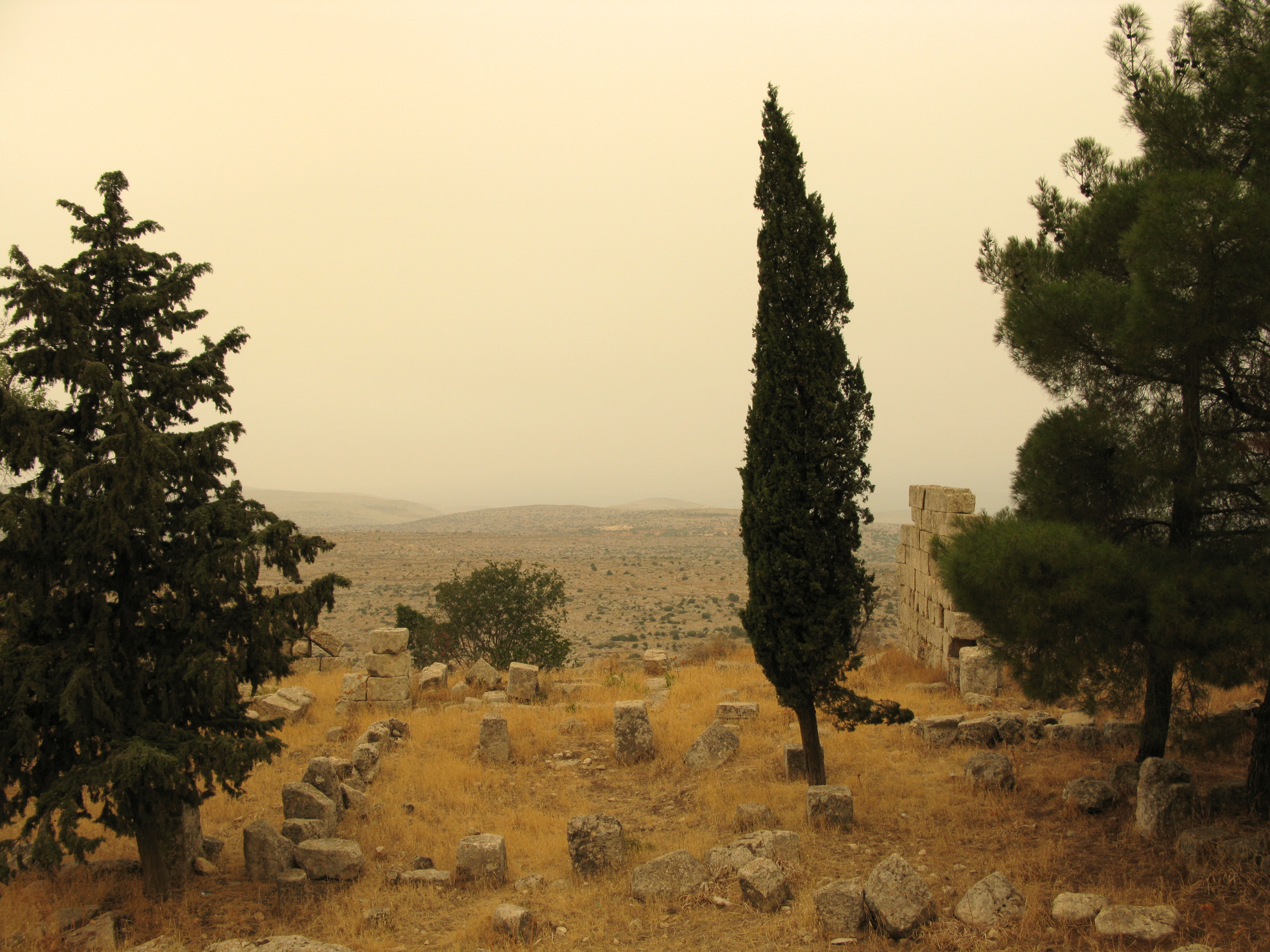
Okolí
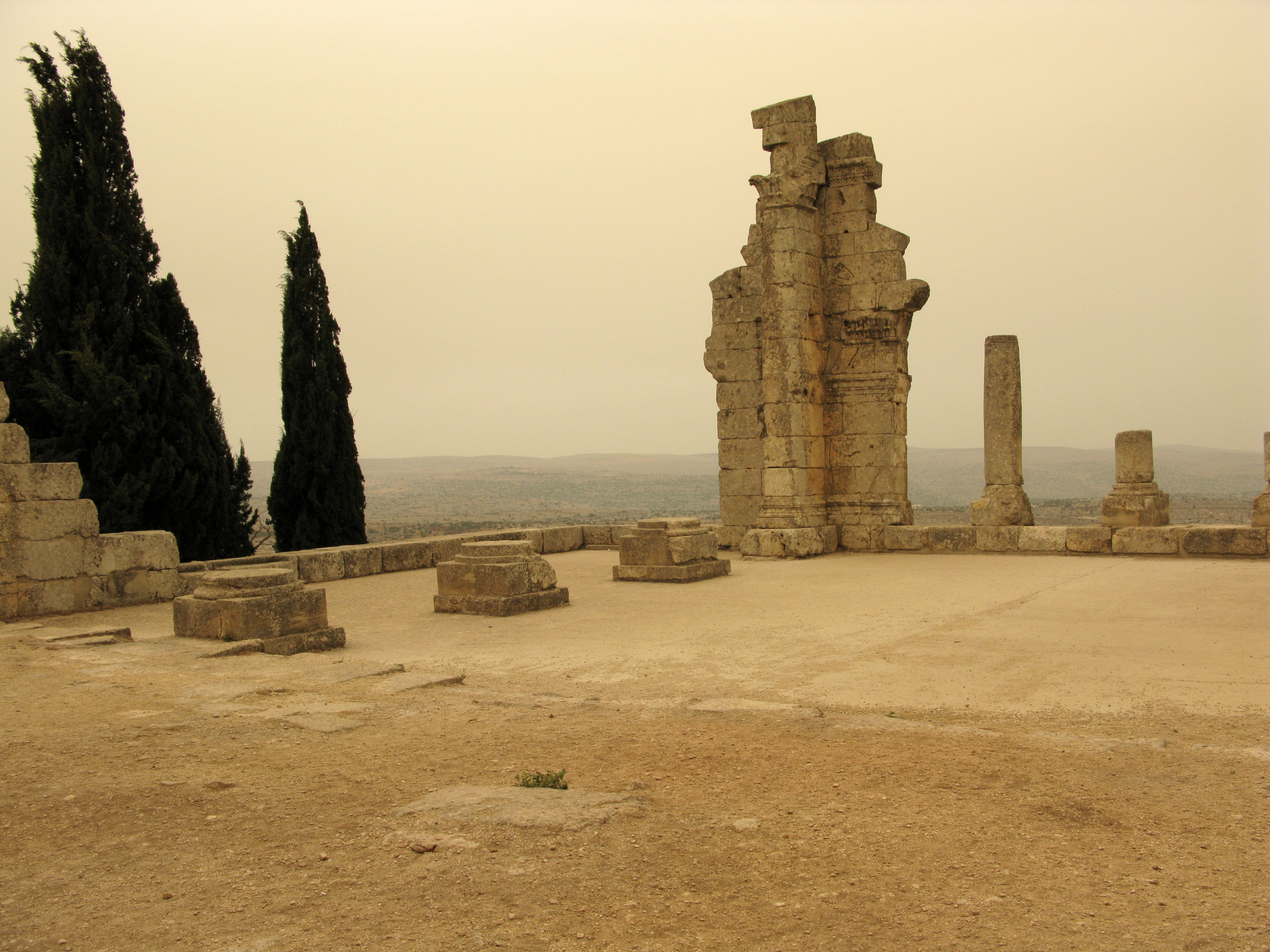
Nádvoří
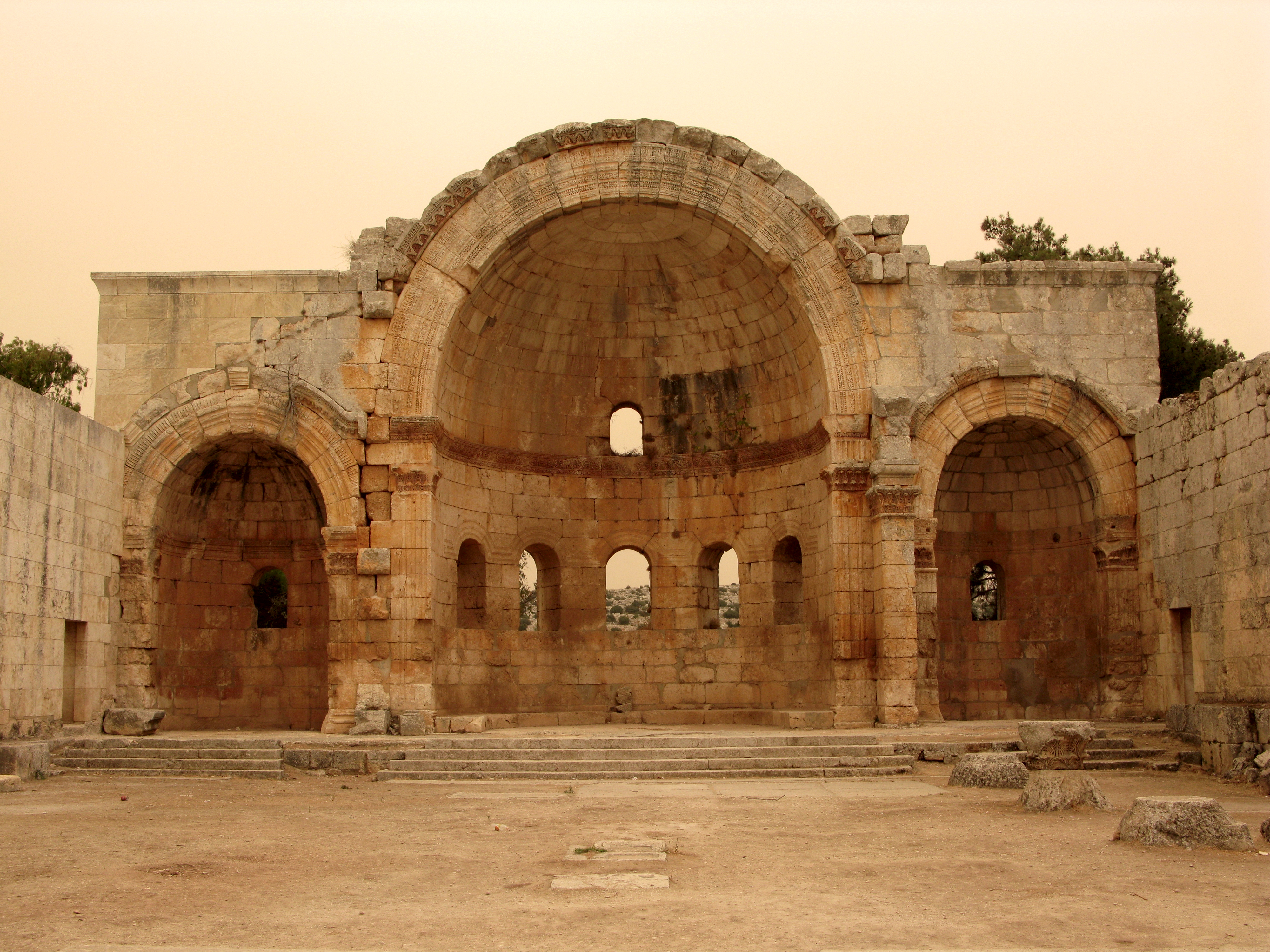
Interiér
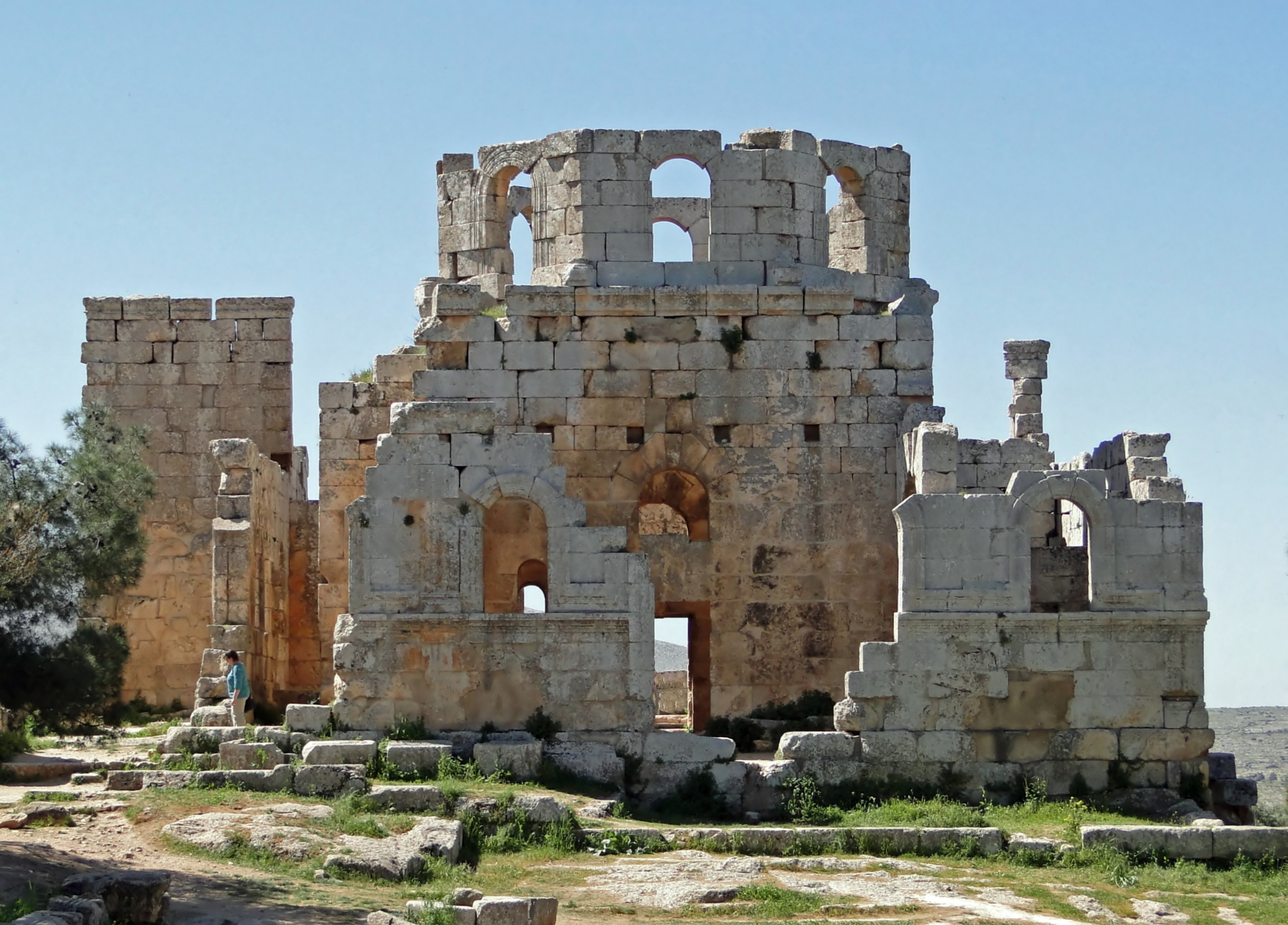
Baptisterium
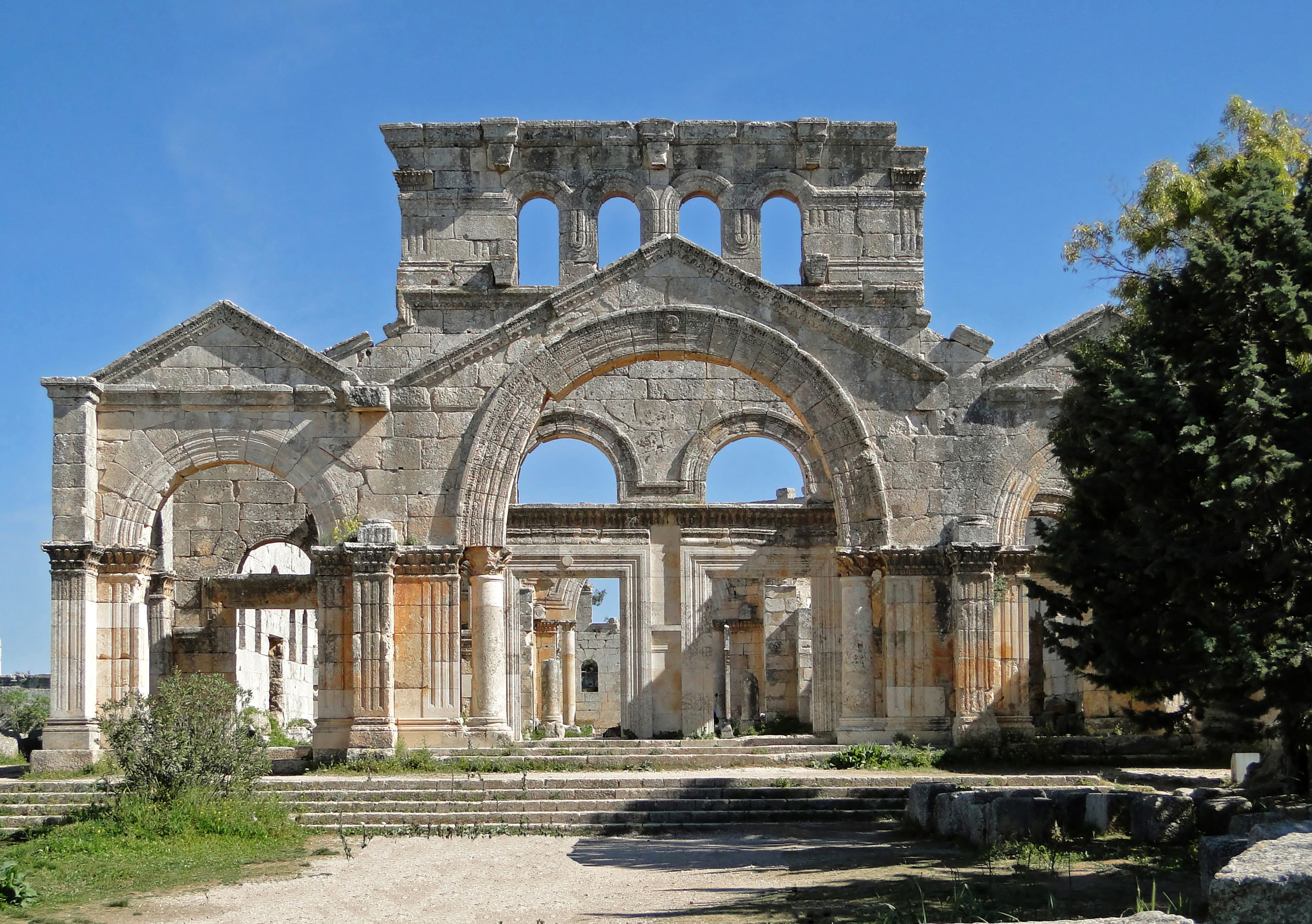
Jižní průčelí kostela svatého Simeona
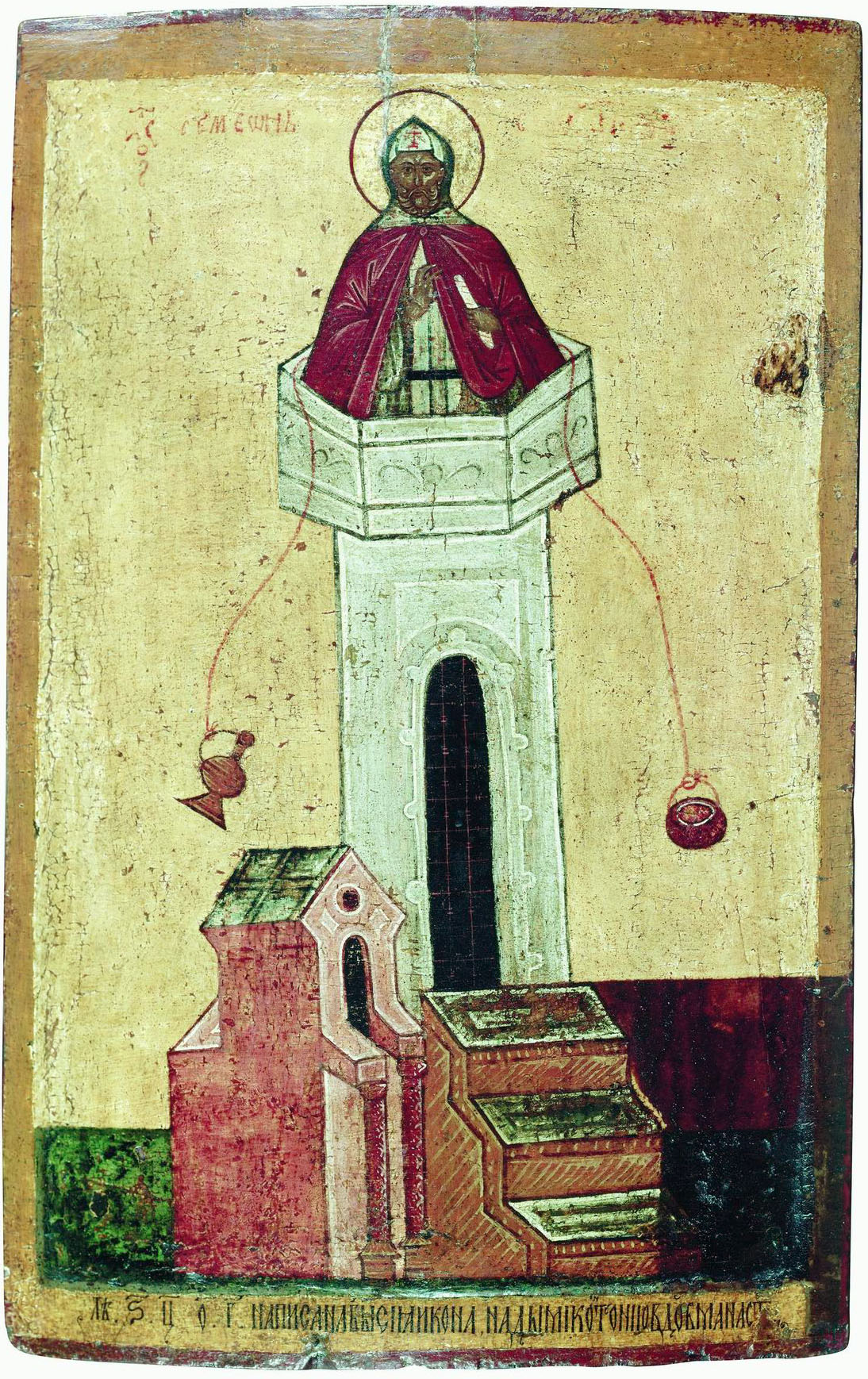
Ikona svatého Simeona
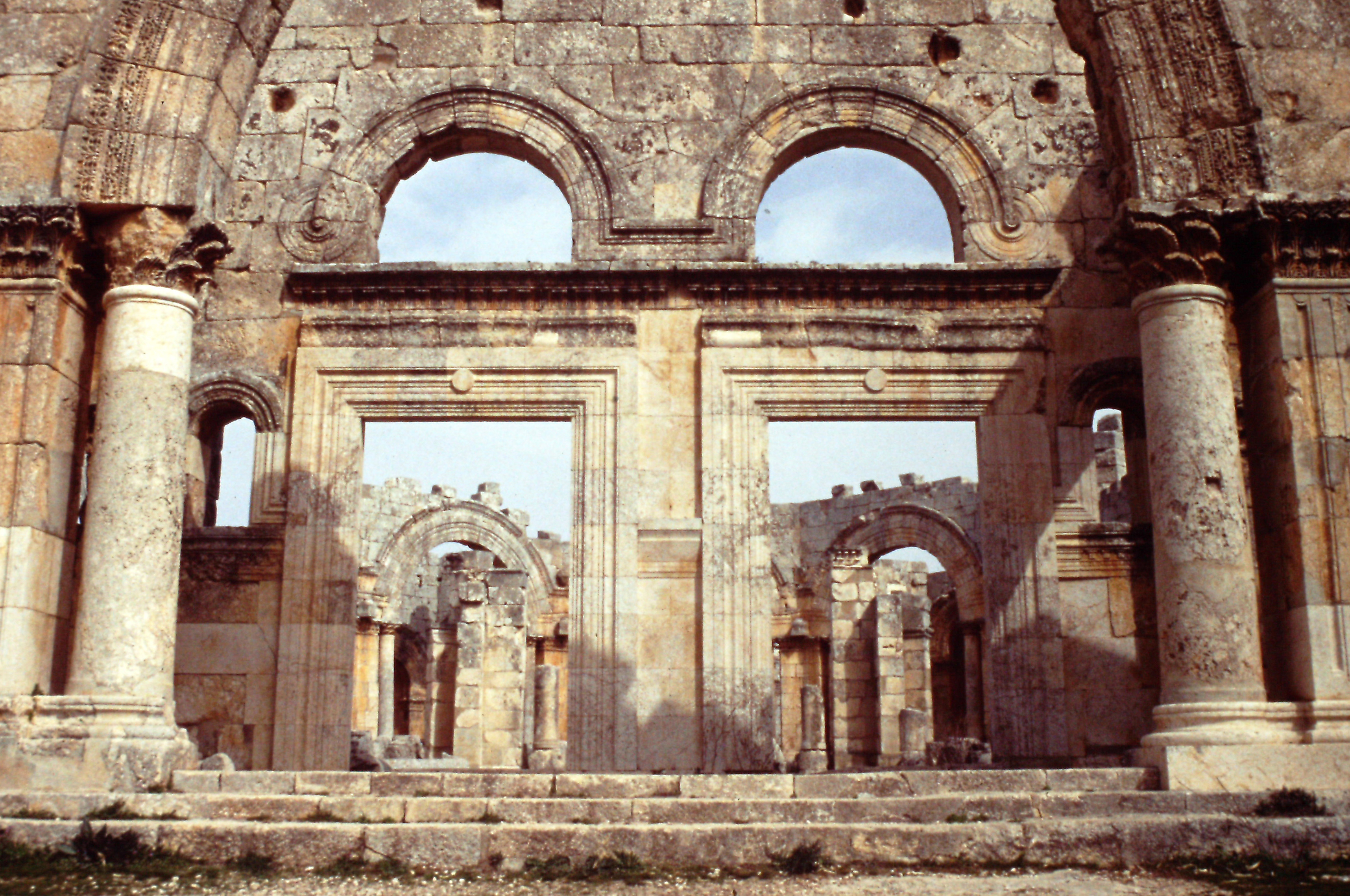
Průčelí kostela svatého Simeona
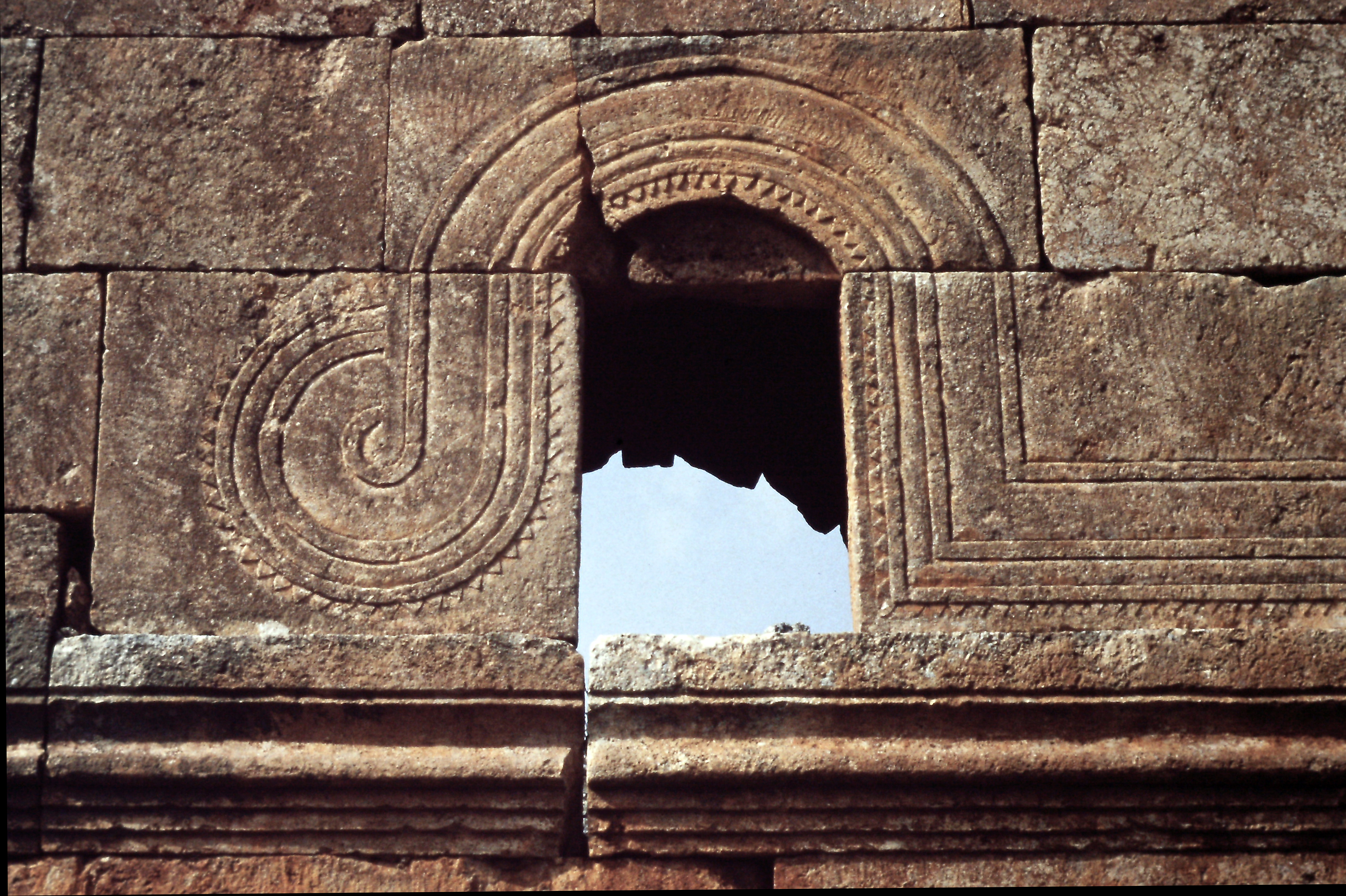
Dekorace zdí kostela
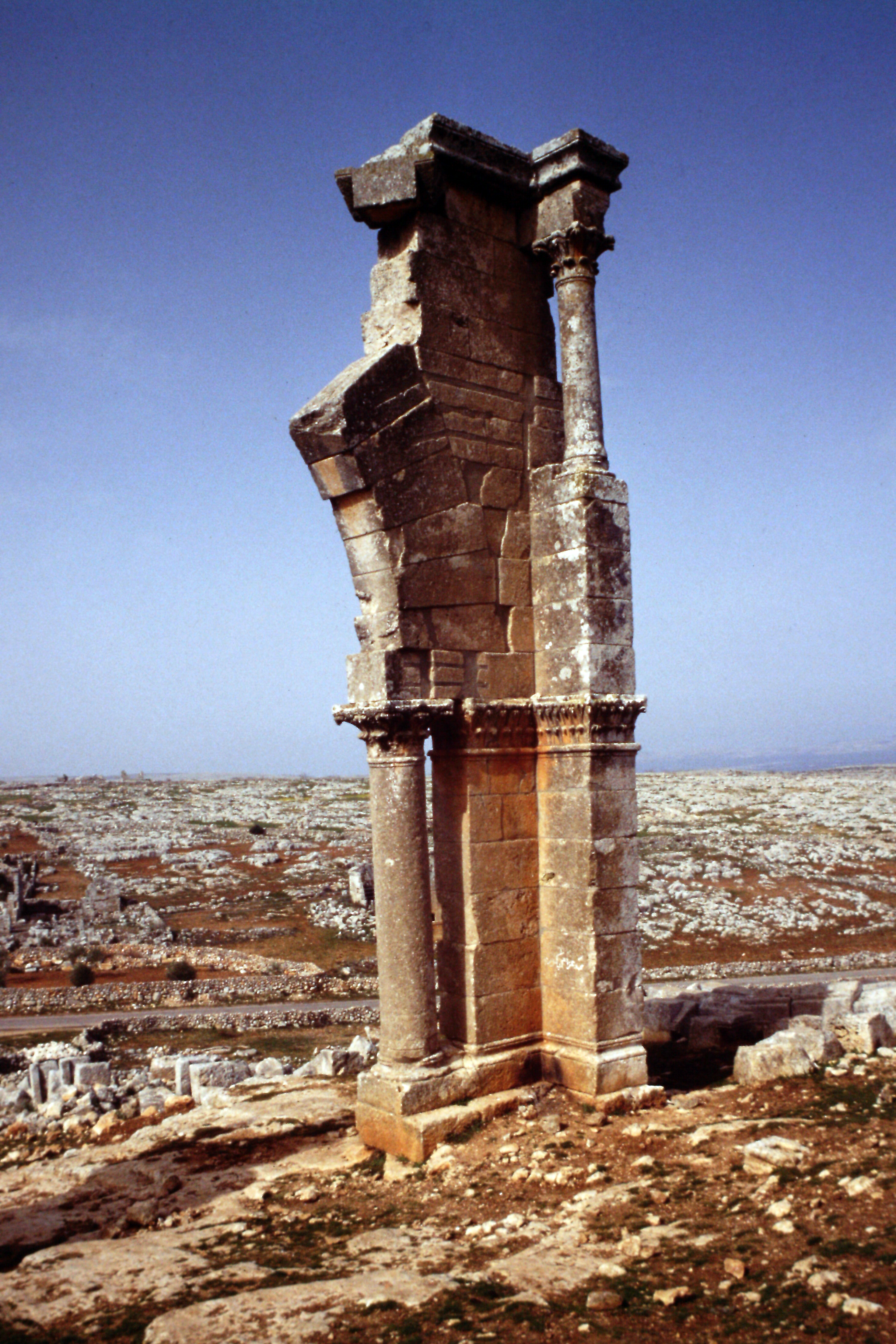
Zbytky atria